# Psycho Beach Party

Psycho Beach Party est un film australo-américain réalisé par Robert Lee King sorti en salles en 2000.

## Synopsis
Eté 1962. Florence vit seule avec sa mère et un locataire allemand, Lars. Elle est légèrement schizophrène. Lors de crises, elle se transforme en une tigresse nommée Ann Bowman et ne se souvient plus de rien quand elle revient à elle. 
Elle est au "drive-in" et émerge justement d'une de ces absences quand une jeune fille est découverte égorgée. Mais le pire reste à venir...

## Fiche technique
- Titre : Psycho Beach Party
- Réalisation : Robert Lee King
- Scénario : Charles Busch
- Musique : Ben Vaughn
- Directeur de la photographie : Arturo Smith
- Distribution des rôles : Laura Schiff
- Producteurs : Virginia Biddle, Jon Gerrans, Victor Syrmis et Marcus Hu
- Producteurs exécutifs : Diane Cornell et John Hall
- Coproducteur exécutif : Jeff Melnick
- Montage : Suzanne Hines
- Création des décors : Franco-Giacomo Carbone (en)
- Direction artistique : Alberto Gonzalez-Reyna
- Décorateur de plateau : Ann Shea
- Création des costumes : Camille Jumelle
- Sociétés de production : New Oz Productions, Red Horse Films et Strand Releasing
- Sociétés de distribution : Cinemavault Releasing, Strand Releasing, VCL Communications (États-Unis) • Sagittaire Films (France)
- Budget : 1,5 million de dollars
- Genre : Comédie, horreur
- Pays :  Australie,  États-Unis
- Durée : 95 minutes
- Dates de sortie en salles : 
  -  États-Unis : présentations au festival de Sundance le 23 janvier 2000, sortie à New York le 4 août 2000
  -  France : 15 août 2001
  -  Australie : 12 septembre 2001 (première vidéo)
- Film interdit aux moins de 16 ans

## Distribution
- Lauren Ambrose (V. F. : Barbara Villesange) : Florence 'Chicklet' Forrest
- Thomas Gibson : Kanaka
- Nicholas Brendon : Starcat
- Kimberley Davies : Bettina Barnes
- Matt Keeslar : Lars / Larry
- Charles Busch : Captain Monica Stark
- Beth Broderick : Mrs. Ruth Forrest
- Danni Wheeler : Berdine
- Nick Cornish : Yo Yo
- Andrew Levitas : Provoloney
- Amy Adams (V. F. : Caroline Victoria) : Marvel Ann
- Kathleen Robertson : Rhonda
- Nathan Bexton : T.J.
- Buddy Quaid : Junior
- Jenica Bergere : Cookie
- Channon Roe : Wedge Riley
- Ruth Williamson : Pat
- David Chokachi : Eddie
- Reggie Lee : le danseur
- Kimberly Blair : Monica body double (non créditée)
- Madison Eginton : Florence Forrest jeune (non créditée)
- Stephen Wozniak : Johnny (non crédité)

Source et légende : Version française (V. F.) sur RS Doublage

## Box-office
- États-Unis : 268 117 dollars[2]
- France : 17 997 entrées[3]